# Zoo Entertainment
Zoo Entertainment — американський лейбл звукозапису, заснований 1990 року.
Лейбл звукозапису Zoo Entertainment було створено 1990 року. Його засновником став колишній керівник Island Records Лу Малья. До складу його команди увійшли Джордж Герріті, Бад Скоппа, Rhythm Tribe, Вілл Секстон та Пітер Уеллс. Zoo Entertainment був частиною мейджор-лейблу BMG. Серед перших підписань лейблу — гурти Green Jello та Dumpster.
Одним з найбільш успішних артистів лейблу став гурт Tool, чиї перші альбоми Opiate, Undertow та Ænima вийшли на Zoo Entertainment. 1996 року Zoo було продано компанії Volcano Entertainment — на той момент їхніми головними зірками були Tool та Метью Світ.